# 渡町 (境港市)
渡町（わたりちょう）は、鳥取県境港市の町名。
本項では現在の渡町、森岡町に所在した会見郡・西伯郡渡村についても述べる。

## 地理
市の西部。西は中海に面し、中浦水門を隔てて島根県八束町江島と相対する。

## 略年表
- 明治22年（1889年） - 渡村と森岡村が合併して新しい渡村が成立[4]
- 明治29年（1896年） - 渡村消防組設置[4]
- 明治33年（1900年） - 渡農会創立[4]
- 明治39年（1906年） - 渡小学校に農業補習学校併設[4]
- 明治41年（1908年） - 渡報徳信用組合創立[4]
- 大正2年（1913年） - 渡繭市場開設[4]
- 昭和10年（1935年）

x月 - 渡小学校に青年学校併設 
8月 - 渡村納税成績優良表彰
10月 - 村長県知事表彰
- 昭和13年（1938年）4月 - 優良町村表彰[4]
- 昭和18年（1943年）4月 - 興亜実業専修学校開校[4]
- 昭和22年（1947年）11月29日 - 昭和天皇が渡授産場を視察（昭和天皇の戦後巡幸）[4][5]。
- 昭和28年（1953年） - 渡村優良町村表彰[4]
- 昭和29年（1954年）8月 - 渡村廃村式[4]

### 自治体としての沿革
- 1889年（明治22年）10月1日 - 町村制の施行により、渡里村及び森岡村の区域をもって、会見郡渡村が発足する。
- 1896年（明治29年）4月1日 - 郡制の施行により、所属郡が西伯郡に変更。
- 1915年（大正4年）1月1日、「渡村大字◯◯村」から大字の「村」を削除し、「渡村大字◯◯」と改称[6]。
- 1954年（昭和29年）8月10日 - 西伯郡外江町、境町、上道村、渡村、余子村及び中浜村が合併して、境港町が発足する。
- 1956年（昭和31年）4月1日 - 境港町が市制施行して境港市となる。

## 世帯数と人口
2022年（令和4年）7月31日現在の世帯数と人口は以下の通りである。
| 町丁 | 世帯数    | 人口    |
| ---- | --------- | ------- |
| 渡町 | 1,624世帯 | 3,668人 |

### 世帯数と人口の変遷
- 明治35年（1902年） - 3549人（男1695人 女1854人） 662戸[7]
- 明治44年（1911年） - 3353人（男1541人 女1812人） 660戸[7]
- 大正5年（1916年） - 3476人（男1620人 女1856人） 671戸[7]
- 昭和元年（1926年） - 3516人（男1579人 女1937人） 665戸[7]
- 昭和10年（1935年） - 3139人（男1353人 女1786人） 608世帯[7]
- 昭和23年（1948年） - 3879人（男1801人 女2078人） 778世帯[7]

## 政治

### 町村長・町村会の議員について

#### 村長
（昭和10年（1935年）までは収入役を兼任）
1. 庄司栄三郎 明治22年（1889年）12月〜明治26年（1893年）12月[9]
2. 松本節造 明治26年（1893年）12月〜明治32年（1899年）9月[9]
3. 門脇重雄 明治32年（1899年）9月〜明治34年（1901年）10月[9]
4. 庄司栄 明治35年（1902年）4月〜大正4年（1915年）10月[9]
5. 庄司廉 大正4年（1915年10月〜大正7年（1918年）12月[9]
6. 門脇重雄 大正8年（1919年）3月〜大正10年（1921年）12月[9]
7. 松本偵治 大正11年（1922年）1月〜昭和6年（1931年）7月[9]
8. 庄司貞市 昭和6年（1931年）7月〜昭和21年（1946年）11月[9]
9. 松本優治 昭和22年（1947年）4月〜昭和29年（1954年）8月[9]

#### 助役
1. 松本節造 明治22年（1889年）12月〜明治25年（1892年）6月[9]
2. 角治平 明治25年（1892年）9月〜明治27年（1894年）10月[9]
3. 角惣平 明治27年（1894年）12月〜明治31年（1898年）11月[9]
4. 庄司栄 明治31年（1898年）12月〜明治32年（1899年）5月[9]
5. 門脇信造 明治32年（1899年）7月〜明治34年（1901年）9月[9]
6. 角親三 明治34年（1901年）10月〜明治38年（1905年）10月[9]
7. 門脇信造 明治38年（1905年）10月〜明治42年（1909年）10月[9]
8. 松本偵治 明治43年（1910年）3月〜大正11年（1922年）1月[9]
9. 庄司貞市 大正11年（1922年）2月〜昭和6年（1931年）7月[9]
10. 渡辺忠造 昭和6年（1931年）7月〜昭和16年（1941年）3月[9]
11. 渡辺恒造 昭和16年（1941年）4月〜昭和22年（1947年）4月[9]
12. 松本光 昭和22年（1947年）4月〜昭和29年（1954年）8月[9]

#### 収入役
- 都田久太郎 昭和10年（1935年）1月 - 昭和22年（1947年）4月[9]
- 茂谷栄造 昭和22年（1947年）4月 - 昭和29年（1954年）8月[9]

#### 村会議員
明治22年（1889年）町村制の定めるところによって村会議員の選挙が行われた。議員の定数は人口1500人以上5000人未満は12人と定められていたので、渡村の定数は12人となった。議員は名誉職で、任期は6年で3年ごとに半数を改選した。大正2年（1913年）の選挙から定数が14人に改正し、任期も4年と改められた。
村会議員は次の通り（補は補欠、死は在任中死去、辞は辞任・召集・取消・失格・隠居などを含む）。
- 明治22年（1889年）
  - 角利平太(辞)、角為三郎、渡部芳造、庄司栄三郎、杉山永真、松本行造(死)、都田曽平(補)、松本茂登次、松本節造、門脇重雄(辞)、松本敬孝(補)、木下忠次郎、庄司昇造(死)、角惣平、一澤九八郎(補)
- 明治25年（1892年）
  - 杉山永真、角惣平、角治平(死)、松本節造、渡部貫一、角本秀松、松本繁栄
- 明治28年（1895年）
  - 都田曽平、松本喜八郎、庄司栄、門脇栄一郎、木下忠次郎(死)、松本敬孝、一澤九八郎、角惣平(補)
- 明治31年（1898年）
  - 杉山永真、松本節造、角本秀松、築谷竹松、渡部貫一(死)、松本繁栄、渡辺市太郎、渡辺八三郎、門脇壮平(補)
- 明治34年（1901年）
  - 都田曽平(辞)、庄司栄、門脇栄一郎(辞)、渡辺泰五郎(辞)、角惣平、一澤九八郎、築谷竹松、門脇信造、渡辺鼎、渡部秀雄(死)、渡辺萬吉(補)
- 明治37年（1904年）
  - 杉山永真(死)、角本秀松、門脇顕次、渡辺市太郎、門脇壮平、松本覚太郎
- 明治40年（1907年）
  - 築谷竹松、都田曽平、庄司栄、松本保衛、一澤九八郎、渡辺又衛、松本弥一郎、渡辺荒次郎
- 明治43年（1910年）
  - 角本秀松、松本義治、角惣平、門脇壮平、松本壽一郎、渡辺貞雄
- 大正2年（1913年）
  - 庄司栄(死)、角本秀松、築谷竹松、松本義治、角惣平、松澤竹太郎、渡辺荒次郎、門脇壮平(辞)、松本弥一郎、渡辺泰十、庄司廉、都田曽平(死)、松本保衛(死)、信太益三郎
- 大正6年（1917年）
  - 角本秀松、松本義治、角惣平、松澤竹太郎、築谷竹松、渡辺泰十、浜田勝次郎(死)、渡部弥寿雄、門脇俊太郎、植田浅太郎、渡辺助太郎(辞)、渡部栄太、松本芳造、門脇清太郎
- 大正10年（1921年）
  - 渡部栄太、渡部泰十、､角本秀松(死)、築谷竹松、渡部弥寿雄、植田浅太郎、門脇俊太郎(死)、渡辺栄寿、渡部芳次郎、都田庄蔵、松本義治、松本良蔵(死)、渡辺恵智雄、小野雄三郎
- 昭和4年（1929年）
  - 渡部弥寿雄、渡辺栄寿、渡辺恵智雄、松本虎造、門脇敬治、築谷誠、庄司繁二郎、松本佼、松本信一、木下乙二、松本通一、門脇亀栄、渡辺吉太郎、松本善造(死)
- 昭和8年（1933年）
  - 渡部弥寿雄、渡辺栄寿、門脇敬治、築谷誠、庄司繁二郎、松本信一、木下乙二(辞)、門脇亀栄、松本岩松､松本傳太郎、築谷敏雄、渡辺博、松本恒夫、木下周治(辞)、松本通一(補)
- 昭和12年（1937年）
  - 庄司繁二郎(死)、築谷誠(辞)、松本通一、門脇亀栄、松本岩松、築谷敏雄、渡辺博、松本恒夫、亀田憲太郎、角本昌、松本庫三、門脇芳雄、渡辺明治、渡部益栄
- 昭和17年（1942年）
  - 松本通一、門脇亀栄、松本岩松、築谷敏雄、松本恒雄、木下周治(辞)、角本昌(辞)、松本庫三、築谷廣、渡辺一雄(死)、松本誠(死)、渡辺虎次郎、渡辺郡二、渡辺正雄、松本孝治(補)
- 昭和22年（1947年）
  - 門脇亀栄、築谷敏雄、松本恒夫、築谷廣、松本孝治、渡部隆二、松本幸男、古徳智、渡辺勇、庄司保親、松本福市、松本忠雄、松本正巳、角信隆、松本保郎、松本広
- 昭和26年（1951年）
  - 門脇亀栄、築谷敏雄、松本恒夫、築谷廣、松本正巳、渡部隆二、松本成四郎、渡辺勇、松本廉市、山中品造、角信隆、角正夫、渡辺正義、大和昇、角本昌、松本節夫

## 苗字
古老によると松本・門脇・渡辺の三姓が最古姓と伝えられ、『渡村伝承記』によると尼子氏の居城戸田城落城後入植したのが渡辺・松本・門脇・のほか木下・庄司・角の計六家であるとしている。庄屋・年寄には寛政年間（1789年から1800年）以前に門脇・角・松本・渡部姓があり、寛政以後に渡辺・庄司姓が現れる。門脇・松本・渡部の三姓は明らかに対岸の八束町（江島、大根島）伝来のものと思われる。現代の上位五姓の内、松本姓が200戸を越えて群れを抜き、松本・渡部・門脇・渡辺の四姓で町内姓氏の約半数を占めている。築谷姓は旧支村大沢の住民で上道村から移住してきた月谷姓の変化したものと伝えられている。
門脇氏
渡村日御崎神社の神官門脇家の祖・16世幸高は尼子経久の家臣として戦功を挙げた。17世高政は尼子氏滅亡後大根島入江に移住した。18世重高は元亀2年（1571年）渡村に移住し、江島祇園社と篠津村十羅刹女神社の神官として奉仕した。（『渡村門脇家系譜』）
庄司氏
庄司姓については、渡村集落の中心部に｢庄司名｣の地字も残り、中世荘園との関連が推定されるが、現段階ではその起源を立証するものは見当たらない。

## 小・中学校の学区
市立小・中学校に通う場合、学区は以下の通りとなる。
| 番地 | 小学校           | 中学校             |
| ---- | ---------------- | ------------------ |
| 全域 | 境港市立渡小学校 | 境港市立第三中学校 |

## 交通

### 鉄道
町内に鉄道駅はない。

### 道路
- 鳥取県道47号米子境港線
- 鳥取県道246号渡余子停車場線

## 施設
- 境港市立渡小学校
- 境港警察署 渡駐在所
- 渡公民館

## その他
江戸時代後期には諸職・諸商の発達が目覚しく、豪農・豪商の出現もみた。天保7年（1836年）の紺屋職人別申渡状（深田家文書）によると、紺屋職株をもつ者6人がおり、嘉永5年（1852年）、大坂木綿問屋が連名で因伯の木綿商人に宛てた書状の宛先に安来屋幸助（庄司氏）の名がみえる。鳥取藩は藩内六ヶ所に商人を登用して木綿方融通所を設置した際幸助もその一人として指定された。

## 出身人物
- 門脇重綾（国学者） - 維新政府の教部大丞
- 門脇重雄（実業家、政治家） - 門脇重綾の二男、元衆議院議員、鳥取県会議員（議長）
- 門脇誠一郎（柔道家） - 門脇重綾の孫
- 庄司廉（実業家、政治家） - 渡村長（第五代）、山陰日々新聞、博愛病院取締役
- 庄司保親（実業家）
- 庄司彦男（政治家） - 元衆議院議員
- 庄司儀右衛門（豪農、大商人）
- 司葉子（女優）
- 松本栄禄（政治家） - 浜の目最後の大庄屋、会見郡長、県会議員
- 渡部芳造（政治家） - 元衆議院議員